# Wolfgang Heine
Wolfgang Heine (ur. 3 maja 1861 w Poznaniu, zm. 9 maja 1944 w Asconie) – niemiecki prawnik i polityk socjaldemokratyczny.

## Życiorys

### Wykształcenie
Syn dyrektora gimnazjum dr Otto Heinego i jego żony Mety, z domu Ormann. Po nauce w szkołach prywatnych w Weimarze i Hirschbergu, w 1879 ukończył Gimnazjum św. Marii Magdaleny w Breslau. Studiował nauki przyrodnicze w Tybindze i Breslau (1878–1880), a następnie prawo na uczelniach w Breslau i w Berlinie. W 1883 złożył egzamin I stopnia i od 1884 rozpoczął referendarz w pruskiej administracji publicznej. W tym samym roku wstąpił do Socjaldemokratycznej Partii Niemiec (niem. Sozialdemokratische Partei Deutschlands, SPD). W 1887 uczęszczał na wykłady Adolpha Wagnera. W 1889 złożył egzamin na asesora.

### Działalność polityczna
W 1889 rozpoczął pracę jako adwokat w Berlinie, podejmując się prowadzenia obrony socjaldemokratów w procesach politycznych. Od 1898 do 1920 poseł do Reichstagu z ramienia SPD. W 1919 członek weimarskiego Zgromadzenia Narodowego (niem. Verfassunggebende deutsche Nationalversammlung). Współpracował regularnie z pismami „Sozialistische Monatshefte” oraz z „Berliner Tageblatt”.
Po rewolucji listopadowej mianowany przewodniczącym rady państwa w Anhalcie (listopad 1918 – czerwiec 1919). 27 listopada 1918 został jednocześnie ministrem sprawiedliwości Prus. W okresie od marca 1919 do marca 1920 sprawował urząd ministra spraw wewnętrznych Prus, zwolniony w następstwie puczu Kappa-Lüttwitza – na stanowisku ministra zastąpił go Carl Severing.
W 1920 Heine powrócił do zawodu prawnika, reprezentując m.in. pierwszego prezydenta Niemiec Friedricha Eberta. W latach 1923–1925 był członkiem Staatsgerichtshof zum Schutz der Republik. W 1933 wyemigrował do Szwajcarii.